# Tesi di Lione

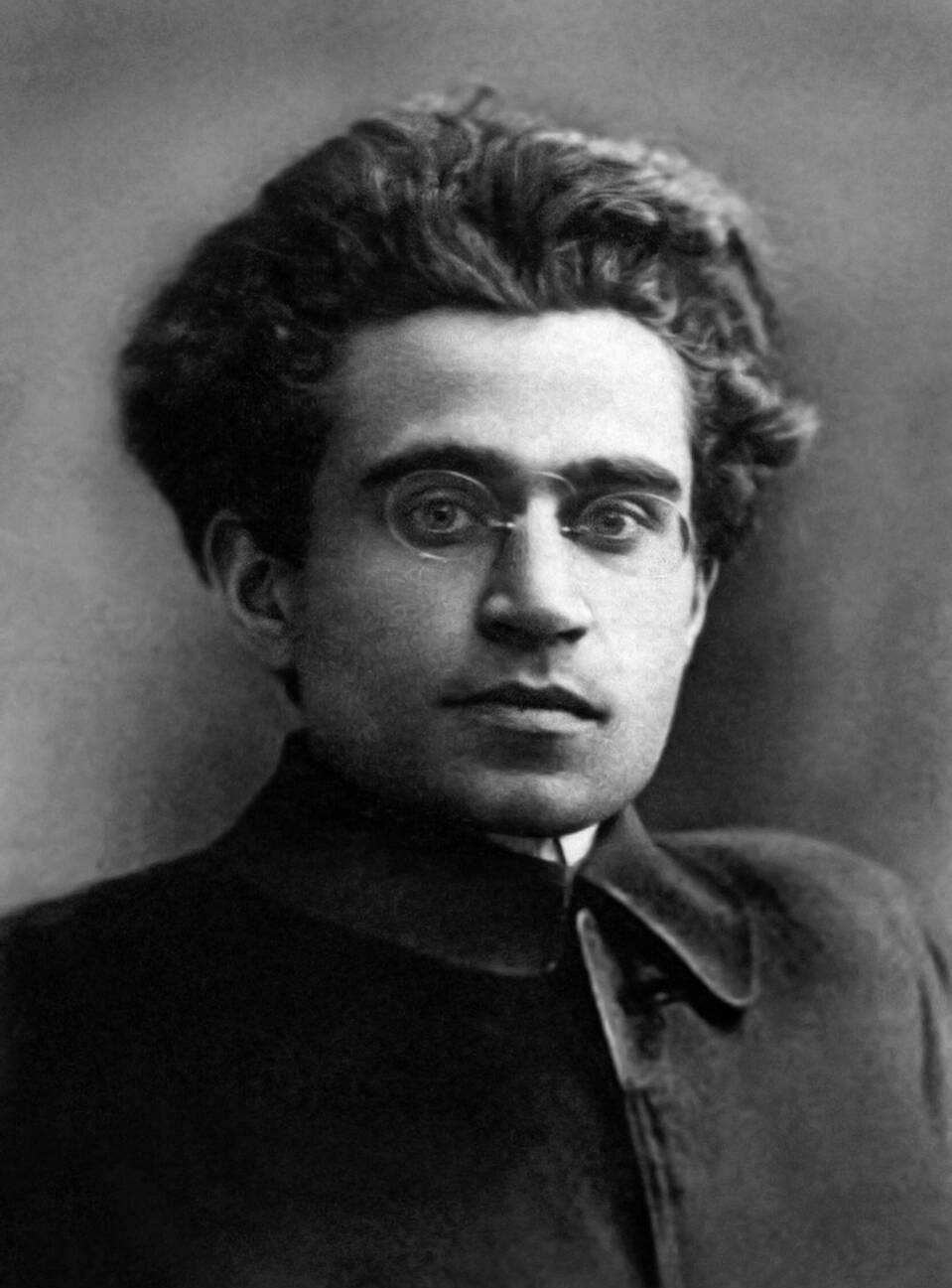
Antonio Gramsci

Le Tesi di Lione sono il documento politico, elaborato da Antonio Gramsci, e presentato, a nome della maggioranza dei delegati, al III Congresso del Partito Comunista d'Italia svoltosi clandestinamente a Lione dal 20 al 26 gennaio 1926.  Vi parteciparono 70 delegati, con tutti i maggiori responsabili: Gramsci, Bordiga, Tasca, Grieco, Leonetti, Scoccimarro; vi era anche Serrati, che aveva lasciato da poco il Partito socialista di cui era stato a lungo dirigente di primo piano. Assisteva, a nome dell'Internazionale comunista, Jules Humbert-Droz.
Il Congresso, con l'approvazione delle Tesi da parte della grande maggioranza dei delegati, segnò la fine dell'egemonia politica, esercitata fino ad allora nel Partito, della corrente della sinistra comunista di Amadeo Bordiga.

## Il movimento operaio in Italia
Gramsci iniziò analizzando le vicende storiche del movimento operaio: con la I Internazionale si ebbe la separazione dagli elementi anarchici e il predominio del marxismo in seno al movimento operaio, così che la II Internazionale era formata unicamente da partiti che si richiamavano al marxismo. Un successivo processo di revisionismo «fu favorito dallo sviluppo della fase imperialistica del capitalismo. Sono strettamente connessi con questo fenomeno i seguenti tre fatti: il venir meno nelle file del movimento operaio della critica dello Stato, parte essenziale della dottrina marxista, alla quale si sostituiscono le utopie democratiche; il formarsi di un'aristocrazia operaia; un nuovo spostamento di masse dalla piccola borghesia e dai contadini al proletariato, quindi una nuova diffusione tra il proletariato di correnti ideologiche di carattere nazionale, contrastanti col marxismo. Il processo di degenerazione della II Internazionale assunse così la forma di una lotta contro il marxismo che si svolgeva nell'interno del marxismo stesso. Esso culminò nello sfacelo provocato dalla guerra». Solo il Partito bolscevico seppe mantenersi marxista: il leninismo, per Gramsci, è «il marxismo dell'epoca del capitalismo monopolista, delle guerre imperialiste e della rivoluzione proletaria».  

Filippo Turati

Nel movimento operaio italiano confluirono tendenze diverse, mazziniane, umanitarie, anarchiche, così che solo nel 1892 poté costituirsi un Partito socialista in cui vi furono due correnti dominanti: «Da una parte vi era un gruppo di intellettuali che non rappresentavano più della tendenza a una riforma democratica dello Stato: il loro marxismo non andava oltre il proposito di suscitare e organizzare le forze del proletariato per farle servire alla instaurazione della democrazia (Turati, Bissolati, ecc.). Dall'altra parte un gruppo più direttamente collegato con il movimento proletario, rappresentante una tendenza operaia, ma sfornito di qualsiasi adeguata coscienza teorica (Lazzari). Fino al '900 il partito non si propose altri fini che di carattere democratico. Conquistata nel '900, la libertà di organizzazione e iniziatasi una fase democratica, fu evidente la incapacità di tutti i gruppi che lo componevano a dargli una fisionomia di un partito marxista del proletariato. Gli elementi intellettuali si staccarono anzi sempre più dalla classe operaia, né ebbe un risultato il tentativo, dovuto a un altro strato di intellettuali e piccoli borghesi, di costituire una sinistra marxista che prese forma nel sindacalismo».
«Come reazione a questo tentativo trionfò in seno al partito la frazione integralista, la quale fu la espressione, nel suo vuoto verbalismo conciliatorista, di una caratteristica fondamentale del movimento operaio italiano, che si spiega essa pure con la debolezza dell'industrialismo, e con la deficiente coscienza critica del proletariato. Il rivoluzionarismo degli anni precedenti la guerra mantenne intatta questa caratteristica, non riuscendo mai a superare i confini del generico popolarismo per giungere alla costruzione di un partito di classe operaia e alla applicazione del metodo della lotta di classe. Nel seno di questa corrente rivoluzionaria si incominciò, già prima della guerra, a differenziare il gruppo di "estrema sinistra" il quale sosteneva le tesi del marxismo rivoluzionario, in modo saltuario però e senza riuscire ad esercitare sullo sviluppo del movimento operaio una influenza reale. In questo modo si spiega il carattere negativo ed equivoco che ebbe la opposizione del Partito socialista alla guerra e si spiega come il Partito socialista si trovasse, dopo la guerra, davanti ad una situazione rivoluzionaria immediata, senza avere né risolto, né posto nessuno dei problemi fondamentali che l'organizzazione politica del proletariato deve risolvere per attuare i suoi compiti: in prima linea il problema della "scelta della classe" e della forma organizzativa ad essa adeguata; poi il problema del programma del partito, quello della sua ideologia, e infine i problemi di strategia e di tattica la cui risoluzione porta a stringere attorno al proletariato le forze che gli sono naturalmente alleate nella lotta contro lo Stato e a guidarlo alla conquista del potere [...]».

## La struttura della società italiana
Essendo il capitalismo l'elemento dominante della società italiana, la sola forza rivoluzionaria è la classe operaia e il modo in cui attuerà la sua funzione rivoluzionaria dipende dal grado di sviluppo del capitalismo. A una possibilità di industrializzazione, limitata per la situazione geografica e per la mancanza di materie prime, che non riesce ad assorbire la maggioranza della popolazione, si oppone un'agricoltura che è la base della economia italiana, nella quale vi è «una forte differenziazione dei ceti rurali, con una prevalenza degli strati poveri, più vicini alle condizioni del proletariato e più facili a subire la sua influenza e ad accettarne la guida. Tra le classi industriali ed agrarie si pone una piccola borghesia urbana abbastanza estesa e che ha importanza assai grande. Essa consta in prevalenza di artigiani, professionisti e impiegati dello Stato. La debolezza intrinseca del capitalismo costringe la classe industriale ad adottare degli espedienti per garantirsi il controllo sopra tutta la economia del paese. Questi espedienti si riducono in sostanza a un sistema di compromessi economici tra una parte degli industriali e [... ] i grandi proprietari di terre. Non ha quindi luogo la tradizionale lotta economica tra industriali ed agrari, né ha luogo la rotazione di gruppi dirigenti che essa determina in altri paesi».

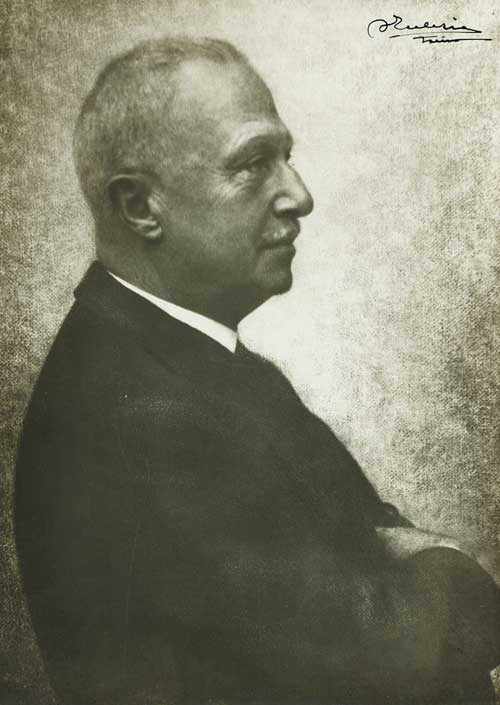
Giovanni Agnelli, fondatore della FIAT

L'abbondanza di manodopera garantisce di per sé il fabbisogno dell'industria: l'accordo fra industriali e gli agrari «si basa sopra una solidarietà di interessi tra alcuni gruppi privilegiati, ai danni degli interessi generali della produzione e della maggioranza di chi lavora [ ... ] i risultati di questa politica economica sono infatti il deficit del bilancio economico, l'arresto dello sviluppo economico di intiere regioni (Mezzogiorno, Isole), l'impedimento al sorgere e allo sviluppo di una economia maggiormente adatta alla struttura del paese e alle sue risorse [ ... ]»
«I rapporti tra industria e agricoltura, che sono essenziali per la vita economica di un paese e per la determinazione delle sovrastrutture politiche, hanno in Italia una base territoriale. Nel Settentrione sono accentrate in alcuni grandi centri la produzione e la popolazione agricola. In conseguenza di ciò, tutti i contrasti inerenti alla struttura sociale del paese contengono in sé un elemento che tocca la unità dello Stato e la mette in pericolo. La soluzione del problema viene cercata dai gruppi dirigenti borghesi e agrari attraverso un compromesso [ ... ] Esso dà alle popolazioni lavoratrici del Mezzogiorno una posizione analoga a quella delle popolazioni coloniali. La grande industria del Nord adempie verso di esse la funzione delle metropoli capitalistiche: i grandi proprietari di terre e la stessa media borghesia meridionale si pongono invece nella situazione delle categorie che nelle colonie si alleano alla metropoli per mantenere soggetta la massa del popolo che lavora. Lo sfruttamento economico e la oppressione politica si uniscono quindi per fare della popolazione lavoratrice del Mezzogiorno una forza continuamente mobilitata contro lo Stato».
Il proletariato italiano, secondo Gramsci, è invece «l'unico elemento che per la sua natura ha una funzione unificatrice e coordinatrice di tutta la società. Il suo programma di classe è il solo programma "unitario", cioè il solo la cui attuazione non porta ad approfondire i contrasti tra i diversi elementi della economia e della società e non porta a spezzare l'unità dello Stato [ ... ] una conferma della tesi che le più favorevoli condizioni per la rivoluzione proletaria non si hanno necessariamente sempre nei paesi dove il capitalismo e l'industrialismo sono giunti al più alto grado del loro sviluppo, ma si possono invece aver là dove il tessuto del sistema capitalistico offre minori resistenze, per le sue debolezze di struttura, a un attacco della classe rivoluzionaria e dei suoi alleati».

## La politica delle classi dirigenti dell'Italia unita
Lo scopo che le classi dirigenti italiane si proposero di raggiungere, dalle origini dello Stato unitario in poi, fu di tenere soggette le grandi masse della popolazione. La debolezza del capitalismo italiano costrinse le due parti di cui si compone la classe politica dirigente – intellettuali borghesi e capitalisti - a raggiungere una unità per compromessi, per quanto ogni forma di compromesso si traduca in un ostacolo allo sviluppo dell'economia del paese.

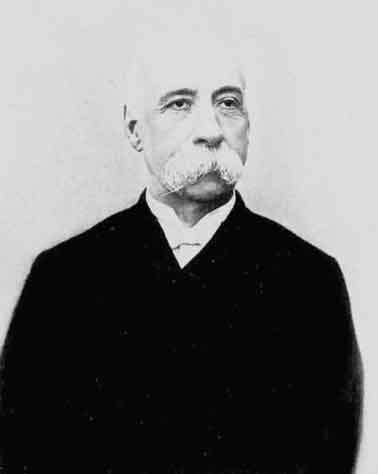
Francesco Crispi

Nel primo periodo (1870-1890), «i problemi che lo Stato si propone sono limitati; essi riguardano piuttosto la forma che la sostanza del dominio politico della borghesia; sovrasta a tutti il problema del pareggio, che è un problema di pura conservazione. La coscienza della necessità di allargare la base delle classi che dirigono lo Stato si ha soltanto con gli inizi del "trasformismo". La maggiore debolezza dello Stato è data in questo periodo dal fatto che al di fuori di esso il Vaticano raccoglie attorno a sé un blocco reazionario e antistatale costruito dagli agrari e dalla grande massa dei contadini arretrati, controllati e diretti dai ricchi proprietari e dai preti. Il programma del Vaticano consta di due parti: esso vuole lottare contro lo Stato borghese unitario e "liberale" e in pari tempo si propone di costituire, con i contadini, un esercito di riserva contro l'avanzata del proletariato socialista, che sarà provocata dallo sviluppo della industria. Lo Stato reagisce al sabotaggio che il Vaticano compie ai suoi danni e si ha tutta una legislazione di contenuto e di scopi anticlericali».
Dal 1890 al 1900 si risolve il dissidio tra la borghesia intellettuale e gli industriali con l'avvento al potere di Crispi. «La borghesia così rafforzata risolve la questione dei suoi rapporti con l'estero (Triplice Alleanza) acquistando una sicurezza che le permette dei tentativi di piazzarsi nel campo della concorrenza internazionale per la conquista dei mercati coloniali. All'interno la dittatura borghese si instaura politicamente con una restrizione del diritto di voto che riduce il corpo elettorale a poco più di un milione di elettori su 30 milioni di abitanti. Nel campo economico l'introduzione del protezionismo industriale-agrario corrisponde al proposito del capitalismo di acquistare il controllo di tutta la ricchezza nazionale».
Con l'alleanza tra industriali e agrari viene sottratta al Vaticano «una parte delle forze che esso aveva raccolto attorno a sé, soprattutto tra i proprietari di terre del Mezzogiorno, e le fa entrare nel quadro dello Stato borghese. Il Vaticano stesso avverte del resto la necessità di dare maggiore rilievo alla parte del suo programma reazionario che riguarda la resistenza al movimento operaio e prende posizione contro il socialismo con l'enciclica Rerum Novarum. Al pericolo che il Vaticano continua però a rappresentare per lo Stato le classi dirigenti reagiscono dandosi una organizzazione unitaria con un programma anticlericale, nella massoneria [ ... ]».
«L'instaurazione della dittatura industriale-agraria pone nei suoi termini reali il problema della rivoluzione determinando i fattori storici di essa. Sorge nel Nord un proletariato industriale e agricolo, mentre nel Sud la popolazione agricola, sottoposta a un sistema di sfruttamento "coloniale", deve essere tenuta soggetta con una compressione politica sempre più forte. I termini della "questione meridionale" vengono posti, in questo periodo, in modo netto. E spontaneamente [ ... ] si verifica in questo periodo per la prima volta il confluire dei tentativi insurrezionali del proletariato settentrionale, con una rivolta di contadini meridionali (fasci siciliani)».
Represse le rivolte contro lo Stato, la classe dirigente adottò «i metodi esteriori della democrazia e quelli della corruzione politica verso la parte più avanzata della popolazione lavoratrice (aristocrazia operaia) per renderla complice della dittatura reazionaria che essa continua ad esercitare, e impedirle di diventare il centro insurrezionale popolare contro lo Stato (giolittismo). Si ha però, tra il 1900 e il 1910, una fase di concentrazione industriale ed agraria. Il proletariato agricolo cresce del 50 per cento a danno delle categorie degli obbligati, mezzadri e fittavoli. Di qui una ondata di movimenti agricoli, e un nuovo orientamento dei contadini che costringe lo stesso Vaticano a reagire con la fondazione dell'Azione Cattolica e con un movimento "sociale" che giunge, nelle sue forme estreme, fino ad assumere le parvenze di una riforma religiosa (modernismo). A questa reazione del Vaticano per non lasciarsi sfuggire le masse corrisponde l'accordo dei cattolici con le forze dirigenti per dare allo Stato una base più sicura (abolizione del Non expedit, Patto Gentiloni) [ ... ]».
Nel dopoguerra, «il proletariato raggiunge il più alto grado di organizzazione e ad esso corrisponde il massimo di disgregazione delle classi dirigenti dello Stato [ ... ] e come sempre, l'avanzata degli operai dell'industria e dell'agricoltura si accompagna a una agitazione profonda delle masse dei contadini [ ... ] i grandi scioperi e la occupazione delle fabbriche si svolgono contemporaneamente alla occupazione delle terre. La resistenza delle forze reazionarie si esercita ancora secondo la direzione tradizionale. Il Vaticano consente che accanto all'Azione Cattolica si formi un vero e proprio partito, il quale si propone di inserire le masse contadine entro il quadro dello Stato borghese apparentemente accontentando le loro aspirazioni di redenzione economica e di democrazia politica. Le classi dirigenti a loro volta attuano in grande stile il piano di corruzione e di disgregazione interna del movimento operaio, facendo apparire ai capi opportunisti la possibilità che una aristocrazia operaia collabori al governo in un tentativo di soluzione "riformista" del problema dello Stato (governo di sinistra)».
L'ipotesi di una soluzione riformista del problema dello Stato «provoca inevitabilmente la disgregazione della compagine statale e sociale, la quale non resiste all'urto dei numerosi gruppi in cui le stesse classi dirigenti e le classi intermedie si polverizzano. Ogni gruppo ha esigenze di protezione economica e di autonomia politica sue proprie e [ ... ] il governo viene reso impossibile e la crisi del potere è continuamente aperta. La sconfitta del proletariato rivoluzionario è dovuta, in questo periodo decisivo, alle deficienze politiche, organizzative, tattiche e strategiche del partito dei lavoratori. In conseguenza di queste deficienze il proletariato non riesce a mettersi a capo della insurrezione della grande maggioranza della popolazione e a farla sboccare nella creazione di uno Stato operaio; esso stesso subisce invece l'influenza di altre classi sociali che ne paralizzano l'azione. La vittoria del fascismo nel 1922 deve essere considerata quindi non come una vittoria riportata sulla rivoluzione, ma come la conseguenza della sconfitta toccata alle forze rivoluzionarie per loro intrinseco difetto».

## Il fascismo
Nel quadro della tradizionale politica di contenimento delle forze progressiste rientra il fascismo, favorito per questo dai gruppi dirigenti, in particolare dagli agrari, che temono la pressione delle plebi rurali. La base sociale del fascismo è la piccola borghesia urbana e la nuova borghesia agraria formatasi dallo sviluppo del capitalismo agrario nella Val Padana. Il fascismo tuttavia concepisce un piano di conquista dello Stato in contrapposizione ai vecchi ceti dirigenti.
«Assurdo parlare di rivoluzione. Le nuove energie che si raccolgono attorno al fascismo traggono però dalla loro origine una omogeneità e una comune mentalità di "capitalismo nascente" [ ... ] il fascismo modifica il programma di conservazione e di reazione che ha sempre dominato la politica italiana soltanto per un diverso modo di concepire il processo di unificazione delle forze reazionarie. Alla tattica degli accordi e dei compromessi esso sostituisce il proposito di realizzare una unità organica di tutte le forze della borghesia in un solo organismo politico sotto il controllo di un'unica centrale che dovrebbe dirigere insieme il partito, il governo e lo Stato. Questo proposito corrisponde alla volontà di resistere a fondo ad ogni attacco rivoluzionario, il che permette al fascismo di raccogliere le adesioni della parte più decisamente reazionaria della borghesia industriale e degli agrari [ ... ]». Restano fuori del fascismo i giolittiani, espressione di una parte della borghesia industriale, i liberisti nittiani - di questi ultimi il fascismo attua però il programma plutocratico - appoggiati dall'influente «Corriere della Sera» e la massoneria, centro di organizzazione di tutte le tradizionali forze di sostegno dello Stato. Occorre, secondo Gramsci, utilizzare questa frattura del blocco delle forze conservatrici per favorire l'affermazione del proletariato come terzo e decisivo fattore della lotta politica.

Mussolini alla battaglia del grano

«Nel campo economico il fascismo agisce come strumento di una oligarchia industriale e agraria per accentrare nelle mani del capitalismo il controllo di tutte le ricchezze del paese. Ciò non può fare a meno di provocare un malcontento nella piccola borghesia la quale, con l'avvento del fascismo, credeva giunta l'era del suo dominio. Tutta una serie di misure viene adottata dal fascismo per favorire una nuova concentrazione industriale (abolizione della imposta di successione, politica finanziaria e fiscale, inasprimento del protezionismo), e ad esse corrispondono altre misure a favore degli agrari e contro i piccoli e medi coltivatori (imposte, dazio sul grano, "battaglia del grano")».
Il fascismo persegue la politica di spoliazione delle classi lavoratrici e medie a favore della plutocrazia, come dimostra il progetto di legalizzare il regime delle azioni privilegiate – pochi finanzieri dispongono del risparmio della piccola e media borghesia – la soppressione delle due grandi banche meridionali che assorbono i risparmi del Mezzogiorno e le rimesse degli emigranti, il rialzo del corso della moneta, il pagamento dei debiti di guerra.
«Coronamento di tutta la propaganda ideologica, dell'azione politica ed economica del fascismo, è la tendenza di esso all'"imperialismo". Questa tendenza è la espressione del bisogno sentito dalle classi dirigenti industriali-agrarie italiane di trovare fuori del campo nazionale gli elementi per la risoluzione della crisi della società italiana. Sono in essa i germi di una guerra che verrà combattuta, in apparenza, per l'espansione italiana ma nella quale in realtà l'Italia fascista sarà uno strumento nelle mani di uno dei gruppi imperialisti che si contendono il dominio del mondo».

## Le prospettive rivoluzionarie e i compiti del Partito
Le forze potenzialmente rivoluzionarie sono il proletariato operaio e agricolo e, in subordine, i contadini. È necessario che il proletariato riacquisti «per lo svolgimento della situazione oggettiva e attraverso una serie di lotte particolari e immediate», un alto grado di organizzazione e di combattività.  L'alleanza tra i contadini meridionali e gli operai, secondo Gramsci, è il risultato di un processo storico nazionale, mentre molto più lenta si prospetta la possibilità di un'alleanza con i contadini del Nord. Molteplici sono gli ostacoli: esiste «una catena di forze reazionarie, la quale partendo dal fascismo comprende i gruppi antifascisti che non hanno grandi basi di massa (liberali), quelli che hanno una base nei contadini e nella piccola borghesia (democratici, combattenti, popolari, repubblicani), e in parte anche negli operai (partito riformista), e quelli che avendo una base proletaria tendono a mantenere le masse operaie in una condizione di passività e far loro seguire la politica di altre classi (partito massimalista) [ ... ] anche il gruppo che dirige la Confederazione del lavoro deve essere considerato a questa stregua, cioè come il veicolo di una influenza disgregatrice di altre classi sopra i lavoratori».
Per adempiere i compiti che lo attende, il Partito comunista deve costruirsi come partito "bolscevico", curando la sua unità ideologica, ossia la dottrina del marxismo e del leninismo, «inteso quest'ultimo come la dottrina marxista adeguata ai problemi del periodo dell'imperialismo e dell'inizio della rivoluzione proletaria» a cui tutti i membri del partito devono essere istruiti. Occorre combattere le deviazioni di destra, che consiste, nel momento storico presente, nell'astenersi dalla lotta politica immediata per «permettere alla borghesia di servirsi del proletariato come massa di manovra elettorale contro il fascismo [ ... ] espressione di un profondo pessimismo circa le capacità rivoluzionarie della classe lavoratrice». Occorre altresì interpretare correttamente la natura e la funzione storica della socialdemocrazia che «deve essere considerata non come un'ala destra del movimento operaio, ma come un'ala sinistra della borghesia e come tale deve essere smascherata davanti alle masse».

## La critica della sinistra bordighiana
La sinistra marxista del partito fu capeggiata da Bordiga, formatasi nel periodo della crisi attraversata dal Partito socialista italiano dal dopoguerra al Congresso di Livorno. L'origine di questa tendenza sta nel fatto che, «essendo la classe operaia una minoranza nella popolazione lavoratrice italiana, è continuo il pericolo che il suo partito sia corrotto da infiltrazioni di altre classi, e in particolare della piccola borghesia».
Bordiga definisce il partito, «sottovalutando il suo contenuto sociale, come un "organo" della classe operaia, che si costituisce per sintesi di elementi eterogenei. Il partito deve invece essere definito mettendo in rilievo anzitutto il fatto che esso è una "parte" della classe operaia. L'errore nella definizione del partito porta a impostare in modo errato i problemi organizzativi e i problemi di tattica».

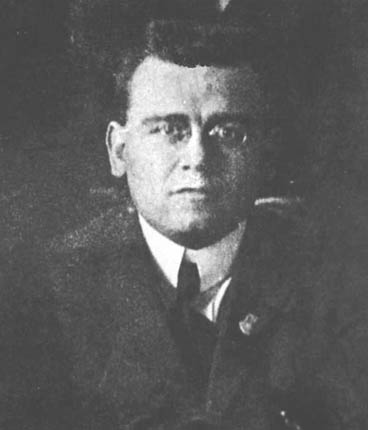
Amadeo Bordiga

L'errore strategico consiste nel considerare funzione del partito non «quella di guidare in ogni momento la classe sforzandosi di restare in contatto con essa attraverso qualsiasi mutamento di situazione oggettiva, ma di elaborare dei quadri preparati a guidare la massa quando lo svolgimento delle situazioni l'avrà portata al partito, facendole accettare le posizioni programmatiche e di principio da esso fissate [ ... ] per quanto riguarda la tattica, l'estrema sinistra sostiene che essa non deve venire determinata in relazione con le situazioni oggettive e con la posizione delle masse, in modo che essa aderisca sempre alla realtà e fornisca un continuo contatto con gli strati più vasti della popolazione lavoratrice, ma deve essere determinata in base a preoccupazioni formalistiche».
L'estremismo della sinistra comunista crede di evitare le deviazioni dai principi della politica comunista ponendo alla tattica «limiti rigidi e formali di carattere esteriore (nel campo organizzativo: "adesione individuale", cioè rifiuto delle "fusioni", le quali possono invece essere sempre, in condizioni determinate, efficacissimo mezzo di estensione della influenza del partito; nel campo politico: travisamento dei termini del problema della conquista della maggioranza, fronte unico sindacale e non politico, nessuna diversità nel modo di lottare contro la democrazia a seconda del grado di adesione delle masse a formazioni democratiche contro-rivoluzionarie e della imminenza e gravità di un pericolo reazionario, rifiuto della parola d'ordine del governo operaio e contadino)».
Con queste «preoccupazioni formalistiche e settarie» si spezza l'unità e la completezza di visione propria del metodo dialettico dell'indagine politica: «l'attività del partito e le sue parole d'ordine perdono efficacia e valore rimanendo attività e parole di semplice propaganda. È inevitabile, come conseguenza di queste posizioni, la passività politica del partito. Di essa l'"astensionismo" fu nel passato un aspetto. Ciò permette di avvicinare l'estremismo di sinistra al massimalismo e alle deviazioni di destra. Esso è inoltre, come la tendenza di destra, espressione di uno scetticismo sulla possibilità che la massa operaia organizzi dal suo seno un partito di classe il quale sia capace di guidare la grande massa sforzandosi di tenerla in ogni momento collegata a sé».